# Amir II
Àmir al-Màlik adh-Dhàhir Salah-ad-Din ibn Abd-al-Wahhab o, més senzillament, Àmir II fou un emir dels Tahírides del Iemen del 1488/1489 al 1517. El 1488/1489 va succeir el seu pare al-Mansur Abd-al-Wahhab Taj-ad-Din (1478-1488). El 1517 Àmir II va refusar aprovisionar la flota mameluca egípcia enviada contra els portuguesos; en represàlia l'almirall egipci Husayn va ocupar la capital iemenita Zabid, de la que Barsbay, germà de l'almirall, fou nomenat governador. Àmir II i el seu germà Abd-al-Màlik ibn Abd-al-Wahhab van fugir a les muntanyes però l'emir va morir al cap d'uns mesos en un combat contra Barsbay i el va succeir el seu fill Àhmad ibn Àmir. Mentre els mamelucs havien estat enderrocats pels otomans i els territoris del Iemen van passar a poder d'aquests (1518). Els Banu Tahir van resistir a les muntanyes fins al 1538.